# 미쓰히라 가즈시
미쓰히라 가즈시(일본어: 三平 和司, 1988년 1월 13일 ~ )는 일본의 축구 선수이다. 현재 J2리그의 방포레 고후에서 뛰고 있다.

## 구단 경력
그는 2008년부터 J리그의 쇼난 벨마레, 오이타 트리니타, 교토 상가 FC, 방포레 고후에서 뛰었다.